# 204
El año 204 (CCIV) fue un año bisiesto comenzado en domingo del calendario juliano, en vigor en aquella fecha.
En el Imperio romano el año fue nombrado el del consulado de Cilón y Flavio o, menos comúnmente, como el 957 Ab urbe condita, siendo su denominación como 204 posterior, de la Edad Media, al establecerse el Anno Domini.

## Acontecimientos

### Imperio romano
- El río Daysan inunda Edesa.

### Asia
- Gongsun Kang, un señor de la guerra chino de Liaodong, establece la Comandancia Daifang en el norte de Corea.

## Nacimientos
- Filipo el Árabe, emperador romano (244 - 249).